# Simuna
Simuna (avant 1938: Sankt Simonis) est un bourg (alev) d'Estonie dans le Virumaa occidental (ancien Wierland). Il appartient à la commune de Väike-Maarja.
Au 31 décembre 2011, il compte 383 habitants.

## Histoire
Le village est construit au Moyen Âge par les chevaliers allemands autour de la paroisse dédiée aux apôtres saint Simon et saint Jude dans un lieu-dit appelé Katkuküla et prend donc le nom de Saint-Simon (en allemand : Sankt Simonis, devenu aujourd'hui en estonien Simuna). On construit plus tard au XVe siècle une nouvelle église à trois nefs et elle est restaurée en 1728-1729, à l'époque où la région est passée sous la souveraineté russe et reconstruite en 1885-1886. L'autel baroque est l'œuvre de Christian Ackermann en 1684, la chaire date de 1724 et l'orgue de 1886. L'église et la maison du pasteur, de style néoclassique, sont aujourd'hui inscrites au patrimoine historique.
Un monument à 800m à l'est du village est dédié à l'astronome Friedrich Georg Wilhelm von Struve.

## Personnalités
Sont nées ici les personnalités suivantes :
- Magnus Georg Paucker (1787-1855), mathématicien
- Carl Julius Albert Paucker (1795-1856) philosophe
- Carl Timoleon von Neff (1804-1877), peintre, est enterré au cimetière du village